# ボンバルディア
ボンバルディア（Bombardier Inc. フランス語発音: [bɔ̃baʁdje] 英語発音: [bɒmˈbɑrdiˌeɪ]）は、カナダのケベック州モントリオールに本部をおく、ビジネスジェットの製造を主たる業務とする企業。かつてはコングロマリット企業として航空機、スノーモービル等の車両製造から運行制御システム等の保安設備まで幅広く製造していた。民間航空機部門では世界第四位。
1936年にジョゼフ＝アルマン・ボンバルディエが、小さな修理工場でスノーモービルを製造・販売することから始まった。

## 歴史
J. A. ボンバルディエはケベック州の農村に生まれ、子供の頃から機械いじりに熱中、1926年、19歳で郷里に機械修理工場を開いた。技能に優れていたボンバルディアは、自動車や農機具、ポンプなど様々な機械の修理を手掛け、3年後には父親から借りた工場の開設資金を返済、家庭を持った。
カナダの農村部に住む人々は、冬季には著しい積雪による交通途絶に悩まされていた。J. A. ボンバルディエはこれを解決するため、工場を開いた当初から、自動車の操舵輪（前輪）をソリに、駆動輪（後輪）をクローラーに置き換えた、機動力の高い半装軌型雪上車製作の研究を長く重ねた。クローラーの材質に金属や繊維ベルトを使うなど試行錯誤したが実用水準に至らず、その間ボンバルディアは、1934年冬には腹膜炎を起こした2歳の息子を悪天候で病院に運ぶことができず亡くす、という悲運に遭ってもいる。
1935年に至り、ゴム製クローラーをガイドタイヤに装着してスプロケットで駆動するシステムで実用水準のスノーモービルを完成させた。1936年に最初の市販スノーモービル「B7」を生産開始、1937年までに12台を売り上げ、1937年6月にはカナダ政府から駆動装置の特許を取得した。7人乗りクローズドキャビンを持つ大型・多目的用途のもので、ハーフトラックを発想の起点にしながら雪上車としての性能を強化したというべきものであった。当初の主たる顧客は、ビジネスマンや、悪天候でも患者宅へ赴く必要のある医師であった。
カナダ市場で「B7」は成功したが、小規模な工場では需要に生産が追い付かなくなった。1940年には年間200台生産可能な工場が立ちあげられ、1941年には大型モデル「B12」を発売、1942年には新たな法人のオート・ネージュ・ボンバルディエ・リミテ社（l'Auto-Neige Bombardier Limitée）が設立された。当時すでにカナダは1939年9月にイギリス連邦の一員として第二次世界大戦に参戦しており、戦時下での民生用車両の生産には制約が伴ったが、軍当局に協力し、軍用雪上車両の開発にも取り組むことで経営を維持した。
終戦後は「B12」とその発展型民生用モデルの増産に転じ、救急搬送、貨物・郵便輸送をはじめ、子供を25人乗せるバスタイプの雪上モデルによる雪上版スクールバスをも生産、積雪地での需要に大いに応え、業績を上げた。しかし1948年にケベック州政府が雪による交通障害を取り除くため、高速道路と一般道路を建設する法律を承認した（これには当然ながら冬季除雪も含む州政府の道路管理が伴った）。それに伴い普通自動車の冬季運用が容易になると、スノーモービルの売り上げが半減、1947 - 1948年の売上は230万カナダドルに及んだが、翌シーズンには100万ドル減益した。
ボンバルディア社は環境の激変に対し、在来スノーモービル技術の応用で経営を維持する方針に転換、ハーフトラックとの両用型スノーモービルや、泥濘地でもゴムクローラーで走破できるタイプの農業用トラクター、それらの発展形である全地形対応車（ATV）などを開発した。
この時代のJ. A. ボンバルディエと彼の部下らによる革新的な開発が、大型スノーモービルのノウハウを活かしつつコンセプトを一新した、小型のオープン型スノーモービルである。それは1957 - 1958年シーズンの冬に原型がテストされ、次年度の冬にはほぼ完成の域に達した。2人をタンデムに乗せ、雪上で最大40 km/hに達する小型スノーモービル「スキードゥー」(Ski-Doo)の市販を1959年秋から開始した。この全く新しい「雪上オートバイ」とも「動力付きスキー」とも言える乗り物は、除雪されない原野・山地での軽便・高速な雪上移動手段として、狩猟者や測量師といったプロユーザー、そしてレジャーを楽しむ人々に大いに受け入れられた。ボンバルディア・スキードゥーは以後、21世紀初頭に至るまで雪上移動用の乗り物として広く利用されている小型スノーモービルの、直接的原型の1つとなった。
J. A. ボンバルディエは、事業をスノーモービルや多目的車以外に広げることには消極的だったが、彼の死後、1967年に会社は Bombardier Limited に改名、1969年1月23日にボンバルディアはモントリオールとトロントの証券取引所に上場して株式を公開した。そして1970年に、鉄道車両に事業を広げていった。
2003年にスノーモービル・多目的車製造部門を売却し、航空宇宙部門と鉄道車両部門に集中している。
2020年には航空宇宙部門はビジネスジェットに事業を集中し、鉄道車両部門の売却も決めている。

## 航空宇宙部門
航空機メーカーのカナディアは国有企業時にカナダ史上最大の損失を計上した。その後の1986年にローラン・ボードワン（J. A. ボンバルディエの義理の息子）率いる経営陣の下、ボンバルディアはカナディアを買収しボンバルディア・エアロスペースを設立、航空宇宙産業に参入する。1989年にはショート・ブラザーズ、1990年にリアジェット、1992年にはボーイングからデ・ハビランド・カナダを買収し、ボンバルディア・エアロスペースは拡大を続ける。航空宇宙部門はグループの収入の半分を生み出し、かつてはボーイング、エアバスに次いで世界3位の民間航空機製造会社であったが、2010年代後半になるとブラジル・エンブラエル社の急追を許しその座を譲っている。
起死回生のためCシリーズの開発に乗り出すが、販売に苦戦した結果負債を抱えることとなり、2018年以降は三菱重工、エアバス、ロングビュー・アビエーション・キャピタルに航空機部門の大半を売却してビジネスジェット専業に回帰している。

## 鉄道部門
1970年にボンバルディアはオーストリアのスノーモービルエンジン・路面電車メーカーである、ローナー・ロータックスを買収し鉄道車両製造業に進出した。この部門は北アメリカやヨーロッパにおける「路面電車」または「ライトレール」の復権により、1990年代以降重要になっている。
1974年にボンバルディア・トランスポーテーションが設立され、モントリオール向け地下鉄電車の製造を開始。 さらに1975年、モントリオール・ロコモティブ・ワークス (MLW) を買収した。
2001年にダイムラー・クライスラーからドイツのアドトランツを買収し機関車製造に進出。
2017年4月11日には、鉄道事業（車両製造部門と信号部門）において、シーメンスとの統合を検討していた。
2020年2月17日、アルストムがボンバルディアの鉄道事業を買収することを発表、2021年1月29日に吸収合併された。

## レクリエーショナル車両部門
2008年現在、ボンバルディアにはレクリエーショナル車両・多目的車両製造部門は存在しない。2003年8月にスノーモービルや多目的車両製造部門を、投資会社とボンバルディア創業家が出資する会社に売却し、BRP（ボンバルディア・レクリエーショナルプロダクツ）がボンバルディア社本体とは別会社で創業からのスノーモービルやATVの開発製造を受け継いでいる。